# Sungai Ruan Ilir
Sungai Ruan Ilir is een bestuurslaag in het regentschap Batang Hari van de provincie Jambi, Indonesië. Sungai Ruan Ilir telt 2757 inwoners (volkstelling 2010).